# Liste der Boxweltmeister im Superfliegengewicht
Diese Liste der Boxweltmeister im Superfliegengewicht bietet eine Übersicht über alle Boxweltmeister der vier anerkannten und aktuell tätigen Weltverbände (WBC, WBA, IBF, WBO) im Superfliegengewicht in chronologischen Reihenfolgen in separaten Tabellen. Die WBA-Superchampions sind sowohl in der chronologischen WBA-Tabelle als auch in einer separaten Tabelle gelistet. Der Status des Superchampions der WBA ist höher gereiht als der des regulären. Daher ist der WBA-Superchampion der eigentliche Weltmeister. Die WBO gehört erst seit 2007 zu den bedeutenden Verbänden.

## WBC
| Weltmeister                | Amt       |
| -------------------------- | --------- |
| Rafael Oronó               | 1980–1981 |
| Chul Ho Kim                | 1981–1982 |
| Rafael Oronó (2)           | 1982–1983 |
| Payao Poontarat            | 1983–1984 |
| Jirō Watanabe              | 1984–1986 |
| Gilberto Roman             | 1986–1987 |
| Santos Benigno Laciar      | 1987      |
| Sugar Baby Rojas           | 1987–1988 |
| Gilberto Roman (2)         | 1988–1989 |
| Nana Konadu                | 1989–1990 |
| Sung-Kil Moon              | 1990–1993 |
| José Luis Bueno            | 1993–1994 |
| Hiroshi Kawashima          | 1994–1997 |
| Gerry Peñalosa             | 1997–1998 |
| In-Joo Cho                 | 1998–2000 |
| Masamori Tokuyama          | 2000–2004 |
| Katsushige Kawashima       | 2004–2005 |
| Masamori Tokuyama (2)      | 2005–2006 |
| Cristian Mijares           | 2006–2008 |
| Vic Darchinyan             | 2008–2010 |
| Tomás Rojas                | 2010–2011 |
| Suriyan Por Chokchai       | 2011–2012 |
| Yōta Satō                  | 2012–2013 |
| Srisaket Sor Rungvisai     | 2013–2014 |
| Carlos Cuadras             | 2014–2016 |
| Roman Gonzalez             | 2016–2017 |
| Srisaket Sor Rungvisai (2) | seit 2017 |

## WBA
| Weltmeister          | Amt       |
| -------------------- | --------- |
| Gustavo Ballas       | 1981      |
| Rafael Pedroza       | 1981–1982 |
| Jirō Watanabe        | 1982–1984 |
| Khaosai Galaxy       | 1984–1992 |
| Katsuya Onizuka      | 1992–1994 |
| Hyung Chul Lee       | 1994–1995 |
| Alimí Goitía         | 1995–1996 |
| Yokthai Sithoar      | 1996–1997 |
| Satoshi Iida         | 1997–1998 |
| Jesus Kiki Rojas     | 1998–1999 |
| Hideki Todaka        | 1999–2000 |
| Leo Gámez            | 2000–2001 |
| Celes Kobayashi      | 2001–2002 |
| Alexander Muñoz      | 2002–2004 |
| Martín Castillo      | 2004–2006 |
| Nobuo Nashiro        | 2006–2007 |
| Alexander Muñoz (2)  | 2007–2008 |
| Cristian Mijares     | 2008      |
| Nobuo Nashiro (2)    | 2008–2010 |
| Vic Darchinyan       | 2008–2010 |
| Hugo Fidel Cázares   | 2010–2011 |
| Tomonobu Shimizu     | 2011–2012 |
| Tepparith Singwancha | 2011–2012 |
| Kōhei Kōno           | 2012–2013 |
| Liborio Solís        | 2013      |
| Kōhei Kōno (2)       | 2014–2016 |
| Luis Concepción      | 2016      |
| Khalid Saeed Yafai   | seit 2016 |

### WBA-Superchampions
| Weltmeister      | Amt       |
| ---------------- | --------- |
| Cristian Mijares | 2008      |
| Vic Darchinyan   | 2008–2010 |

## IBF
| Weltmeister                | Amt       |
| -------------------------- | --------- |
| Ju Do Chun                 | 1983–1985 |
| Ellyas Pical               | 1985–1986 |
| César Polanco              | 1986      |
| Ellyas Pical (2)           | 1986–1987 |
| Tae-Il Chang               | 1987      |
| Ellyas Pical (3)           | 1987–1989 |
| Juan Polo Pérez            | 1989–1990 |
| Robert Quiroga             | 1990–1993 |
| Julio César Borboa         | 1993–1994 |
| Harold Grey                | 1994–1995 |
| Carlos Gabriel Salazar     | 1995–1996 |
| Harold Grey (2)            | 1996      |
| Danny Romero               | 1996–1997 |
| Johnny Tapia               | 1997–1998 |
| Marc Johnson               | 1999–2000 |
| Félix Machado              | 2000–2003 |
| Luis Alberto Pérez         | 2003–2006 |
| Dimitri Kirilov            | 2007–2008 |
| Vic Darchinyan             | 2008–2009 |
| Simphiwe Nongqayi          | 2009–2010 |
| Juan Alberto Rosas         | 2010      |
| Cristian Mijares           | 2010–2011 |
| Rodrigo Guerrero           | 2011–2012 |
| Juan Carlos Sánchez junior | 2012–2013 |
| Daiki Kameda               | 2013–2014 |
| Zolani Tete                | 2014–2015 |
| McJoe Arroyo               | 2015–2016 |
| Jerwin Ancajas             | seit 2016 |

## WBO
| Weltmeister          | Amt       |
| -------------------- | --------- |
| José Ruíz Matos      | 1989–1992 |
| José Quirino         | 1992      |
| Johnny Bredahl       | 1992–1994 |
| Johnny Tapia         | 1994–1998 |
| Víctor Godoi         | 1998–1999 |
| Diego Morales        | 1999      |
| Adonis Rivas         | 1999–2001 |
| Pedro Alcázar        | 2001–2002 |
| Fernando Montiel     | 2002–2003 |
| Marc Johnson         | 2003–2004 |
| Iván Hernández       | 2004–2005 |
| Fernando Montiel (2) | 2005–2009 |
| José López           | 2009      |
| Marvin Sonsona       | 2009      |
| Jorge Arce           | 2010      |
| Omar Andrés Narváez  | 2010–2014 |
| Naoya Inoue          | 2014–2018 |
| Donnie Nietes        | 2018–2019 |